# 300 f.Kr.

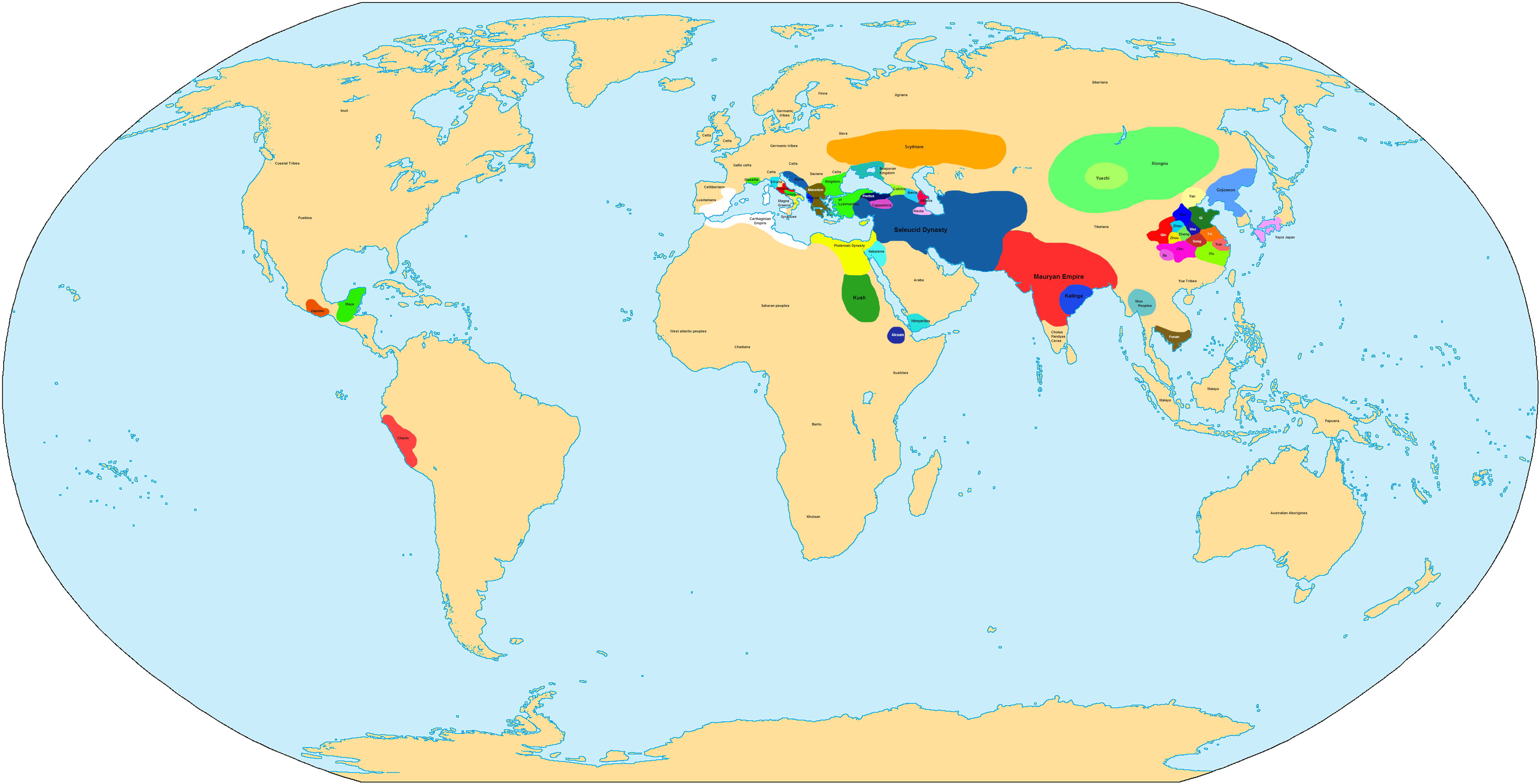
Världen 300 f.Kr.

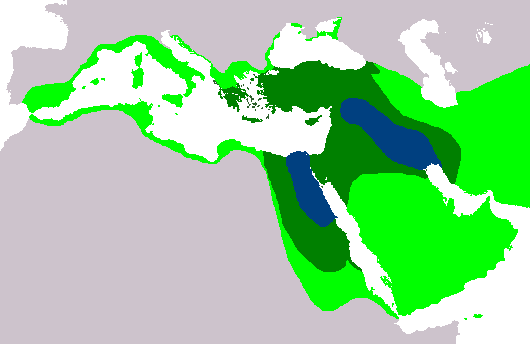
Skrivtecknens spridning 300 f.Kr. (blått, mörkgrönt och ljusgrönt)

## Händelser

### Efter plats

#### Egypten
- Kung Pyrrhos av Epiros förs som gisslan till Egypten efter slaget vid Ipsos och ingår ett diplomatiskt äktenskap med prinsessan Antigone, dotter till Ptolemaios och Berenike.
- Ptolemaios sluter en allians med kung Lysimachos av Thrakien och ger honom sin dotter Arsinoe II till hustru.

#### Seleukiderriket
- Seleukos grundar staden Antiochia vid Orontesfloden, omkring tre mil från kusten, och namnger den efter sin far.
- Efter att hans hustru Apama har dött gifter Seleukos om sig med Stratoniko, dotter till Demetrios Poliorketes.

#### Indien
- Pataliputra, huvudstaden i Mauryariket, tar över rollen som världens största stad från Alexandria i Egypten.[1]
- Jainismens grundtexter nedtecknas (omkring detta år).
- Wootzstål produceras för första gången i Indien (omkring detta år).

#### Japan
- Den japanska Jomoneran tar slut och följs av Yayoieran.

### Efter ämne

#### Teknik
- Arkeologiska fynd har gjorts av ullsaxen från omkring detta år.

#### Konst
- I makedoniska Pella tillverkar konstnären Gnosis en golvdekorationsmosaik kallad Hjortjakt och undertecknar den också med "Gnosis gjorde den". Den finns numera bevarad på arkeologiska museet i Pella.

### Fotnoter
1. ↑  ”Geografi på About.com”. Arkiverad från originalet den 18 februari 2001. https://web.archive.org/web/20010218202126/http://geography.about.com/science/geography/library/weekly/aa011201a.htm. Läst 5 september 2006.
2. ↑  Narkotika